# كرايغ مكينلي
كرايغ مكينلي هو طبيب وجراح كندي، ولد في 14 يوليو 1964 في Shelburne, Nova Scotia ‏ في كندا، وتوفي في 18 فبراير 2013.